# Parc quasi national d'Iki-Tsushima
Le parc quasi national d'Iki-Tsushima (壱岐対馬国定公園, Iki-Tsushima Kokutei Kōen) est un parc quasi national situé dans la préfecture de Nagasaki au Japon. Créé le 22 juillet 1968, il s'étend sur 119,50 km2.